# Теодот Анкирски
Теодот Анкирски је био крчмар који је пружао уточиште прогнаним хришћанима у Анкари крајем 3. века.
Теодот је држао крчму у Анкири, главном граду Галатије (данас Анкара, Турска) за време цара Диоклецијана. Био је ожењен. Његова крчма је била склониште прогоњеним хришћанима. Тајно је слао помоћ разбеглим хришћанима по планинама, и тајно прикупљао тела погинулих и сахрањивао. У то време на суд је изведено и мучено за Христа седам девојака, које су потом утопљене у језеру. Тих седам мученица су: Текуса, Александра, Клавдија, Фаина, Ефрасија, Матрона, и Јулија. Теодот је изашао ноћу, извадио њихова тела из језера и сахранио их је. 
Међутим неко га је издао судији, и судија га је ставио на тешке муке, које је он све јуначки издржао. Када му је мучитељ цело тело претворио у ране, и зубе му камењем раздробио, наредио је да се мачем посече. Када је изведен на губилиште, многи хришћани су плакаху за њим, а свети Теодот им је говорио: "Не плачите, браћо, за мном него прославите Господа нашег Исуса Христа, који ми поможе свршити подвиг и душмана победити". После тога је посечен 303. године. Неки свештеник је часно сахранио тело мучениково на једну узвишицу изван града. На томе месту касније је подигнут храм у име светог Теодота. 
Православна црква слави светог мученика Теодот са седам девојака мученица 18. маја по црквеном, а 31. маја по грегоријанском календару, а светог мученика Теодота слави и 7. јуна (20. јуна).